# Astenus nigromaculatus
Astenus nigromaculatus é uma espécie de insetos coleópteros polífagos pertencente à família Staphylinidae.
A autoridade científica da espécie é Motschulsky, tendo sido descrita no ano de 1858.
Trata-se de uma espécie presente no território português.